# Cumberland Terrace
Cumberland Terrace, édifié en 1826-1827, est un ensemble résidentiel de style néoclassique situé à l’est de Regent's Park dans le quartier de Camden à Londres.

## Histoire

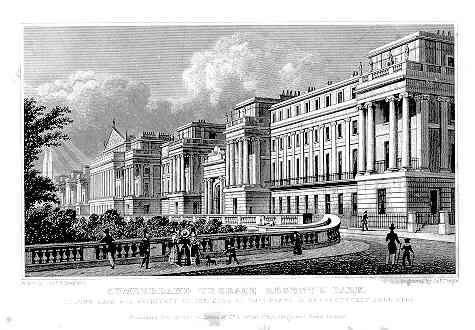
Cumberland Terrace par Thomas H. Shepherd (1827-28)

Conçu par l’architecte anglais John Nash (1752-1835), Cumberland Terrace fut ainsi nommé en l'honneur du duc de Cumberland, frère cadet du prince-régent et futur roi George IV. Le projet de l'architecte était que l'ensemble fut visible d'une Royal Guinguette installée dans Regent's Park qui, elle, ne vit jamais le jour. Le premier habitant de Cumberland Terrace fut son bâtisseur, William Mountford Nurse.
Cumberland Terrace fut restauré après la Seconde Guerre mondiale.

## Description
Le mot terrace désigne une rangée de maisons mitoyennes, alignées et accolées les unes aux autres, de même hauteur et de style uniforme, de façon à constituer un ensemble harmonieux. Derrière la façade de Cumberland Terrace, longue de 244 mètres, se cachent en effet 12 maisons particulières(il y en avait 33 à l’origine mais 21 ont été depuis divisées en appartements). Les maisons sont regroupées en trois pavillons, eux-mêmes reliés par des arcs monumentaux. Le pavillon central est surmonté d’un grand fronton sculpté au-dessus d’une longue colonnade ionique.

## Dans les médias
Cumberland Terrace a été utilisé comme lieu de tournage pour le téléfilm The Invasion (Doctor Who) en 1968.

## Galerie

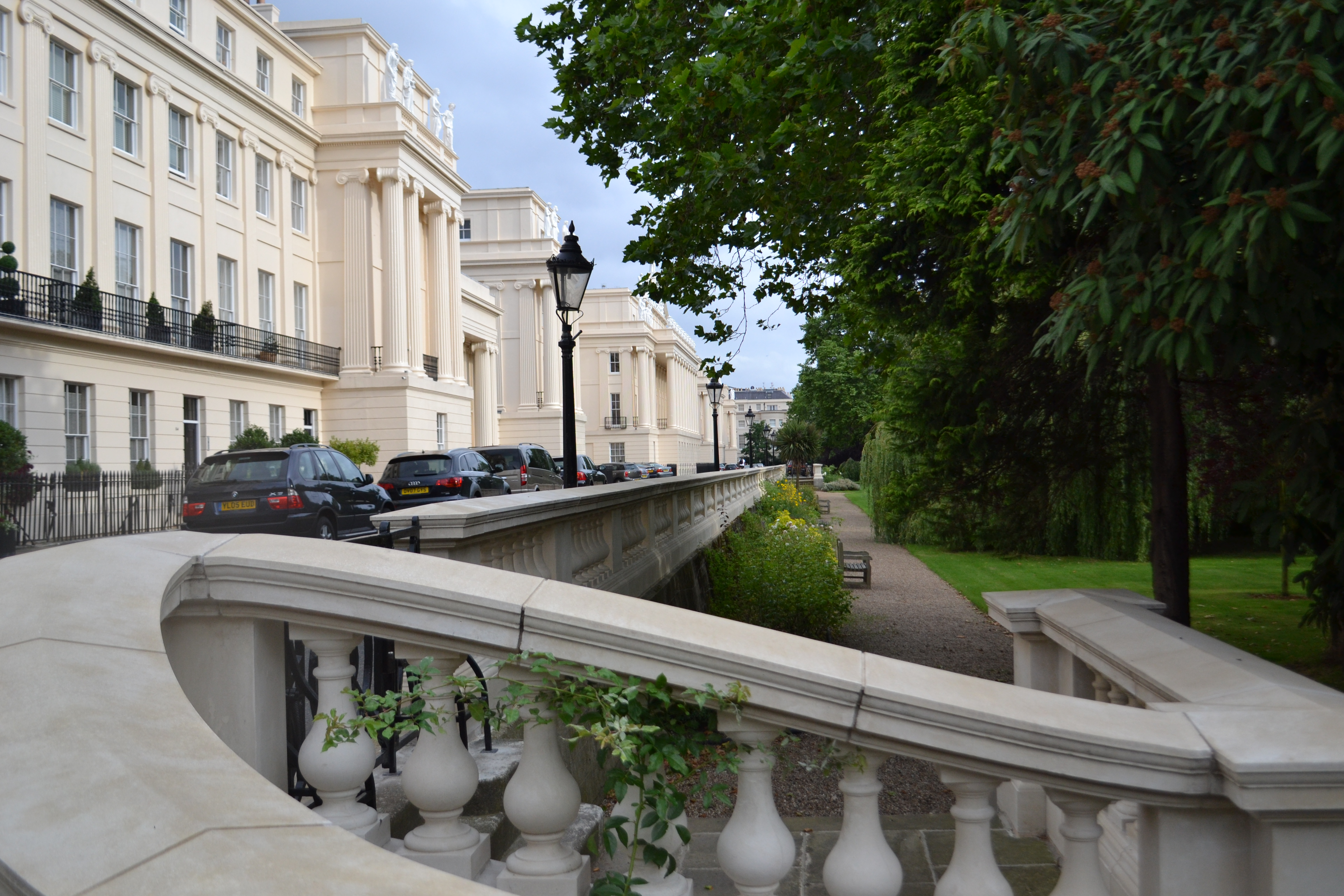
Cumberland Terrace, angle nord.
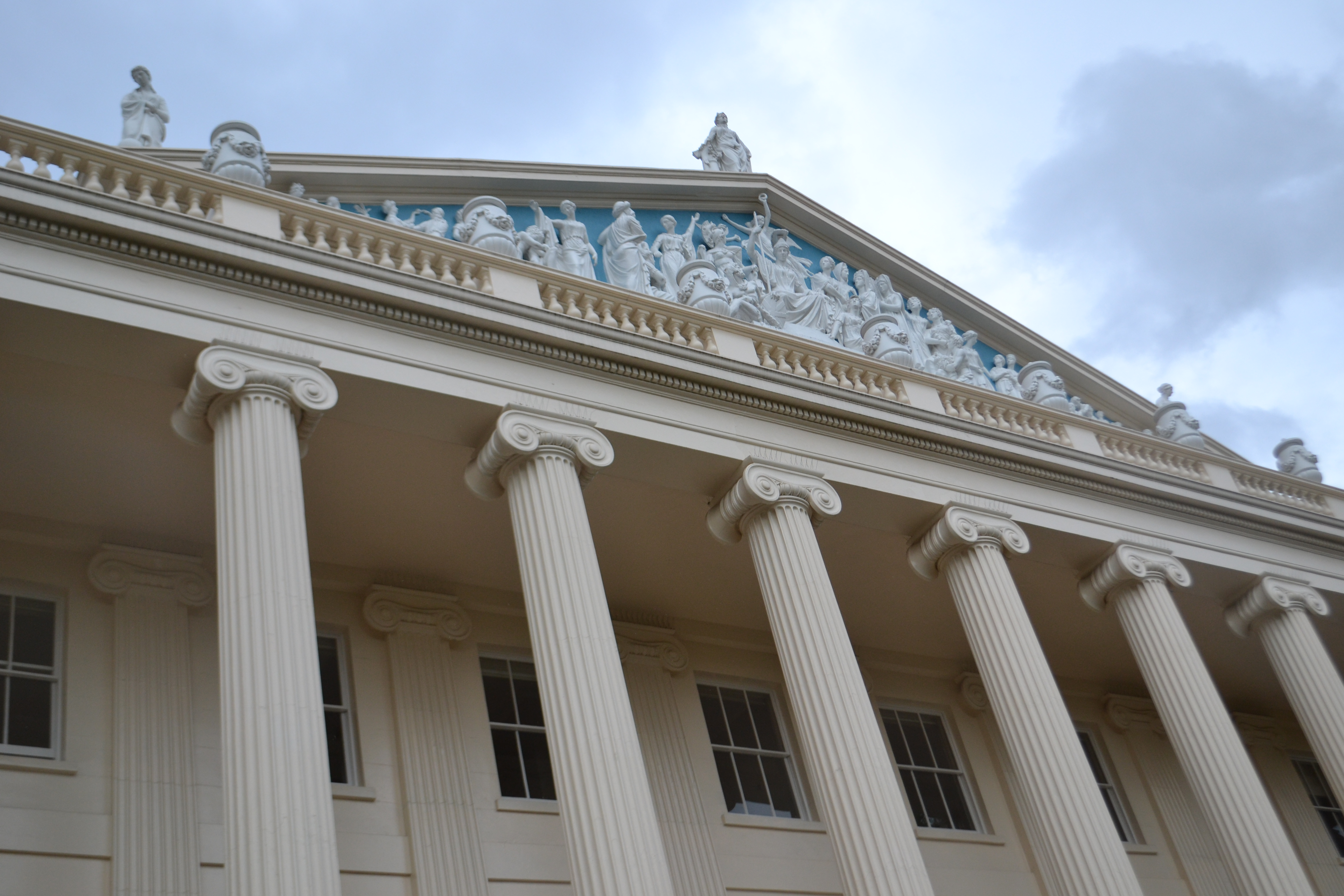
Fronton.
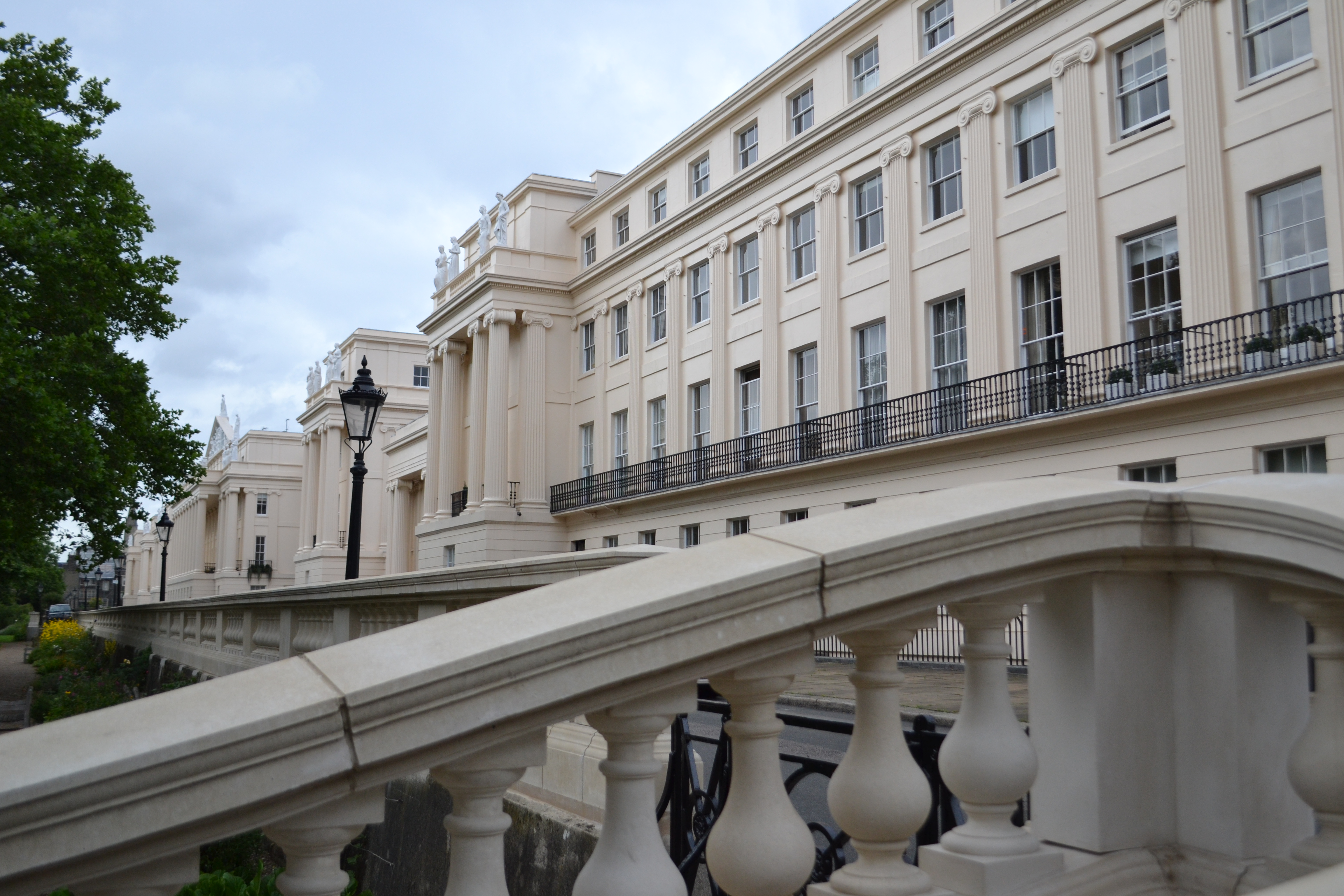
Cumberland Terrace, angle sud.